# Karel van Orléans (1905-1970)

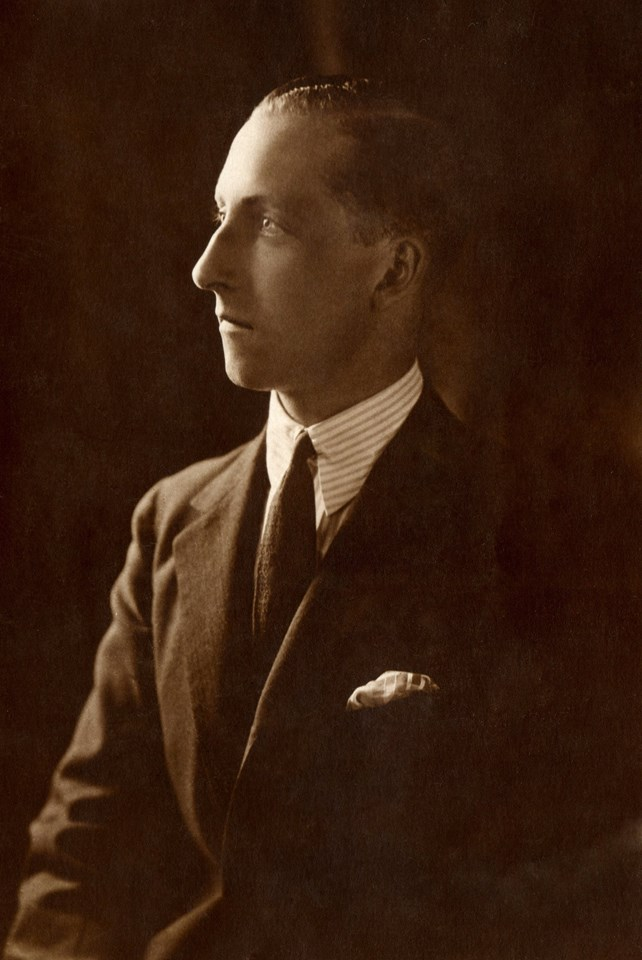
Karel van Orléans.

Karel Filips Emanuel Ferdinand Lodewijk Gerard Jozef Maria Ghislain Boudewijn Christoffel Rafaël Anton Hendrik van Orléans (Neuilly-sur-Seine, 4 april 1905 - aldaar, 10 maart 1970) was een Franse prins uit het huis Orléans.

## Levensloop
Karel Filips was de enige zoon van Emanuel van Orléans, hertog van Vendôme, uit diens huwelijk met prinses Henriëtte van België, dochter van prins Filips van België, graaf van Vlaanderen, en zus van koning Albert I van België. 
Bij zijn geboorte kreeg hij de titels van prins van Orléans en hertog van Nemours, alsook het predicaat van koninklijke hoogheid. Vanaf 1926 was hij ook prins van den bloede. Ook was hij van 1967 tot 1969 grootmeester van de Franse tak van de Orde van Sint-Lazarus, met zijn neef Michel als coadjutor.
Tijdens een reis naar de Verenigde Staten leerde Karel Marguerite Watson (1899-1993) kennen, met wie hij op 24 september 1928 trouwde. Het huwelijk kreeg niet de goedkeuring van Jean van Orléans, het toenmalige hoofd van het huis Orléans en Orléanistische troonpretendent van Frankrijk. Het echtpaar kreeg geen kinderen.
Karel van Orléans stierf in maart 1970 in Neuilly-sur-Seine. Hij werd bijgezet in de Dreux Royal Chapel.